# New Order/Diskografie
Diese Diskografie ist eine Übersicht über die musikalischen Werke der britischen New-Wave- und Post-Punk-Band New Order. Den Schallplattenauszeichnungen zufolge hat sie bisher mehr als 6,6 Millionen Tonträger verkauft, davon alleine in ihrer Heimat über 3,7 Millionen. Ihre erfolgreichste Veröffentlichung ist die Kompilation Substance mit über 1,4 Millionen verkauften Einheiten.

## Alben

### Studioalben
| Jahr | Titel                        | Höchstplatzierung, Gesamtwochen, AuszeichnungChartplatzierungen (Jahr, Titel, Platzierungen, Wochen, Auszeichnungen, Anmerkungen) | Höchstplatzierung, Gesamtwochen, AuszeichnungChartplatzierungen (Jahr, Titel, Platzierungen, Wochen, Auszeichnungen, Anmerkungen) | Höchstplatzierung, Gesamtwochen, AuszeichnungChartplatzierungen (Jahr, Titel, Platzierungen, Wochen, Auszeichnungen, Anmerkungen) | Höchstplatzierung, Gesamtwochen, AuszeichnungChartplatzierungen (Jahr, Titel, Platzierungen, Wochen, Auszeichnungen, Anmerkungen) | Höchstplatzierung, Gesamtwochen, AuszeichnungChartplatzierungen (Jahr, Titel, Platzierungen, Wochen, Auszeichnungen, Anmerkungen) | Anmerkungen |
| Jahr | Titel                        | DE | AT | CH | UK | US | Anmerkungen |
| ---- | ---------------------------- | --- | --- | --- | --- | --- | --- |
| 1981 | Movement                     | — | — | — | UK30 (9 Wo.)UK | — | Erstveröffentlichung: 13. November 1981 Produzent: Martin Hannett                                                 |
| 1983 | Power, Corruption & Lies     | DE18 (15 Wo.)DE | — | — | UK4 Silber · (30 Wo.)UK | — | Erstveröffentlichung: 2. Mai 1983 Produzenten: New Order                                                          |
| 1985 | Low-Life                     | — | — | — | UK7 Silber · (10 Wo.)UK | US94 (22 Wo.)US | Erstveröffentlichung: 13. Mai 1985 Produzenten: New Order                                                         |
| 1986 | Brotherhood                  | — | — | — | UK9 (5 Wo.)UK | US117 (21 Wo.)US | Erstveröffentlichung: 29. September 1986 Produzenten: New Order                                                   |
| 1989 | Technique                    | DE25 (9 Wo.)DE | AT15 (3 Wo.)AT | — | UK1 Gold · (14 Wo.)UK | US32 Gold · (28 Wo.)US | Erstveröffentlichung: 30. Januar 1989 Produzenten: New Order                                                      |
| 1993 | Republic                     | DE54 (9 Wo.)DE | — | — | UK1 Gold · (19 Wo.)UK | US11 Gold · (16 Wo.)US | Erstveröffentlichung: 3. Mai 1993 Produzenten: New Order, Stephen Hague                                           |
| 2001 | Get Ready                    | DE7 (7 Wo.)DE | AT15 (5 Wo.)AT | CH24 (7 Wo.)CH | UK6 Gold · (6 Wo.)UK | US41 (5 Wo.)US | Erstveröffentlichung: 3. September 2001 Produzenten: Steve Osborne, New Order                                     |
| 2005 | Waiting for the Sirens’ Call | DE14 (5 Wo.)DE | AT38 (3 Wo.)AT | CH44 (5 Wo.)CH | UK5 Silber · (8 Wo.)UK | US46 (4 Wo.)US | Erstveröffentlichung: 28. Mai 2005 Produzenten: Jim Spencer, John Leckie, New Order, Stephen Street, Stuart Price |
| 2013 | Lost Sirens                  | DE68 (1 Wo.)DE | — | CH74 (1 Wo.)CH | UK23 (1 Wo.)UK | — | Erstveröffentlichung: 14. Januar 2013 Produzenten: New Order, Stephen Street                                      |
| 2015 | Music Complete               | DE14 (4 Wo.)DE | AT26 (2 Wo.)AT | CH19 (3 Wo.)CH | UK2 Silber · (16 Wo.)UK | US34 (1 Wo.)US | Erstveröffentlichung: 25. September 2015 Produzenten: New Order, Stuart Price, Tom Rowlands                       |

grau schraffiert: keine Chartdaten aus diesem Jahr verfügbar

### Livealben
| Jahr | Titel                                                    | Höchstplatzierung, Gesamtwochen, AuszeichnungChartplatzierungen (Jahr, Titel, Platzierungen, Wochen, Auszeichnungen, Anmerkungen) | Höchstplatzierung, Gesamtwochen, AuszeichnungChartplatzierungen (Jahr, Titel, Platzierungen, Wochen, Auszeichnungen, Anmerkungen) | Höchstplatzierung, Gesamtwochen, AuszeichnungChartplatzierungen (Jahr, Titel, Platzierungen, Wochen, Auszeichnungen, Anmerkungen) | Höchstplatzierung, Gesamtwochen, AuszeichnungChartplatzierungen (Jahr, Titel, Platzierungen, Wochen, Auszeichnungen, Anmerkungen) | Höchstplatzierung, Gesamtwochen, AuszeichnungChartplatzierungen (Jahr, Titel, Platzierungen, Wochen, Auszeichnungen, Anmerkungen) | Anmerkungen                                                                                         |
| Jahr | Titel                                                    | DE | AT | CH | UK | US | Anmerkungen                                                                                         |
| ---- | -------------------------------------------------------- | --- | --- | --- | --- | --- | --------------------------------------------------------------------------------------------------- |
| 1992 | BBC Radio 1 Live in Concert                              | — | — | — | UK33 Silber · (2 Wo.)UK | — | Erstveröffentlichung: 10. Februar 1992 Aufnahme: Glastonbury Festival, 1987 Produzent: Pete Ritzema |
| 2013 | Live at Bestival 2012                                    | — | — | — | UK89 (1 Wo.)UK | — | Erstveröffentlichung: 5. Juli 2013                                                                  |
| 2019 | ∑(No,12k,Lg,17Mif) New Order + Liam Gillick: So It Goes… | DE35 (1 Wo.)DE | — | — | UK35 (1 Wo.)UK | — | Erstveröffentlichung: 12. Juli 2019                                                                 |
| 2021 | Education Entertainment Recreation                       | DE14 (1 Wo.)DE | — | — | UK32 (1 Wo.)UK | — | Erstveröffentlichung: 7. Mai 2021                                                                   |

Weitere Livealben
- 2011: Live at the London Troxy (10 December 2011)
- 2017: NOMC15

### Kompilationen
| Jahr | Titel                                 | Höchstplatzierung, Gesamtwochen, AuszeichnungChartplatzierungen (Jahr, Titel, Platzierungen, Wochen, Auszeichnungen, Anmerkungen) | Höchstplatzierung, Gesamtwochen, AuszeichnungChartplatzierungen (Jahr, Titel, Platzierungen, Wochen, Auszeichnungen, Anmerkungen) | Höchstplatzierung, Gesamtwochen, AuszeichnungChartplatzierungen (Jahr, Titel, Platzierungen, Wochen, Auszeichnungen, Anmerkungen) | Höchstplatzierung, Gesamtwochen, AuszeichnungChartplatzierungen (Jahr, Titel, Platzierungen, Wochen, Auszeichnungen, Anmerkungen) | Höchstplatzierung, Gesamtwochen, AuszeichnungChartplatzierungen (Jahr, Titel, Platzierungen, Wochen, Auszeichnungen, Anmerkungen) | Anmerkungen                                                                                              |
| Jahr | Titel                                 | DE | AT | CH | UK | US | Anmerkungen                                                                                              |
| ---- | ------------------------------------- | --- | --- | --- | --- | --- | --- |
| 1987 | Substance 1987                        | DE18 (11 Wo.)DE | — | CH10 (4 Wo.)CH | UK3 Platin · (39 Wo.)UK | US36 Platin · (60 Wo.)US | Erstveröffentlichung: 17. August 1987 Doppelalbum; Produzenten: New Order                                |
| 1994 | (The Best Of) New Order               | — | — | — | UK4 Platin · (13 Wo.)UK | US78 (5 Wo.)US | Erstveröffentlichung: 21. November 1994 Produzenten: Mike „Spike“ Drake, New Order, Stephen Hague        |
| 1995 | (The Rest Of) New Order               | — | — | — | UK5 (6 Wo.)UK | — | Erstveröffentlichung: 21. August 1995 Produzenten: New Order, Arthur Baker                               |
| 2005 | Singles                               | — | — | — | UK14 Gold · (15 Wo.)UK | — | Erstveröffentlichung: 3. Oktober 2005; Doppelalbum Produzenten: Martin Hannett, New Order, Stephen Hague |
| 2011 | Total: From Joy Division to New Order | — | — | — | UK51 Gold · (2 Wo.)UK | — | Erstveröffentlichung: 6. Juni 2011 mit Joy Division; Produzenten: New Order                              |
| 2023 | Substance (2023 Expanded Reissue)     | DE14 (1 Wo.)DE | AT46 (1 Wo.)AT | CH61 (1 Wo.)CH | UK10 (2 Wo.)UK | US117 (1 Wo.)US | Erstveröffentlichung: 10. November 2023 Produzenten: New Order                                           |

Weitere Kompilationen
- 1993: In Order
- 1999: In Hindsight
- 2001: 1995 Remixes
- 2001: Various 80’s Remixes/Tracks
- 2001: 20 Years of New Order (Promo)
- 2002: International / Here to Stay – The Best of New Order (DE)
- 2002: Retro (Box mit 4 CDs – jede CD ist auch einzeln erhältlich)
- 2002: Retro (Limited Edition Bonus Disc)
- 2002: Selections from Retro
- 2002: Back to Mine (diverse Remixe)
- 2003: In Hindsight II
- 2004: In Session
- 2005: Best Remixes
- 2006: 12" × 12: New Order Vinyl Campaign
- 2007: iTunes Originals – New Order (25 Files)

### EPs
| Jahr | Titel                                 | Höchstplatzierung, Gesamtwochen, AuszeichnungChartplatzierungen (Jahr, Titel, Platzierungen, Wochen, Auszeichnungen, Anmerkungen) | Höchstplatzierung, Gesamtwochen, AuszeichnungChartplatzierungen (Jahr, Titel, Platzierungen, Wochen, Auszeichnungen, Anmerkungen) | Höchstplatzierung, Gesamtwochen, AuszeichnungChartplatzierungen (Jahr, Titel, Platzierungen, Wochen, Auszeichnungen, Anmerkungen) | Höchstplatzierung, Gesamtwochen, AuszeichnungChartplatzierungen (Jahr, Titel, Platzierungen, Wochen, Auszeichnungen, Anmerkungen) | Höchstplatzierung, Gesamtwochen, AuszeichnungChartplatzierungen (Jahr, Titel, Platzierungen, Wochen, Auszeichnungen, Anmerkungen) | Anmerkungen                                                              |
| Jahr | Titel                                 | DE | AT | CH | UK | US | Anmerkungen                                                              |
| ---- | ------------------------------------- | --- | --- | --- | --- | --- | ------------------------------------------------------------------------ |
| 1986 | The Peel Sessions (1th June 1982)     | — | — | — | UK54 (2 Wo.)UK | — | Erstveröffentlichung: September 1986 Produzenten: New Order, Tony Wilson |
| 1987 | The Peel Sessions (26th January 1981) | — | — | — | UK95 (1 Wo.)UK | — | Erstveröffentlichung: 15. September 1987 Produzent: Tony Wilson          |
| 2004 | Acid House Mixes by 808 State (1988)  | — | — | — | UK76 (1 Wo.)UK | — | Erstveröffentlichung: 27. September 2004 Remix: 808 State                |

Weitere EPs
- 1982: 1981–1982

## Singles
| Jahr | Titel Album                                             | Höchstplatzierung, Gesamtwochen, AuszeichnungChartplatzierungen (Jahr, Titel, Album, Platzierungen, Wochen, Auszeichnungen, Anmerkungen) | Höchstplatzierung, Gesamtwochen, AuszeichnungChartplatzierungen (Jahr, Titel, Album, Platzierungen, Wochen, Auszeichnungen, Anmerkungen) | Höchstplatzierung, Gesamtwochen, AuszeichnungChartplatzierungen (Jahr, Titel, Album, Platzierungen, Wochen, Auszeichnungen, Anmerkungen) | Höchstplatzierung, Gesamtwochen, AuszeichnungChartplatzierungen (Jahr, Titel, Album, Platzierungen, Wochen, Auszeichnungen, Anmerkungen) | Höchstplatzierung, Gesamtwochen, AuszeichnungChartplatzierungen (Jahr, Titel, Album, Platzierungen, Wochen, Auszeichnungen, Anmerkungen) | Höchstplatzierung, Gesamtwochen, AuszeichnungChartplatzierungen (Jahr, Titel, Album, Platzierungen, Wochen, Auszeichnungen, Anmerkungen) | Anmerkungen | [↑]: gemeinsam behandelt mit vorhergehendem Eintrag; [←]: in beiden Charts platziert |
| Jahr | Titel Album                                             | DE | AT | CH | UK | US | Dance | Anmerkungen |                                                                                      |
| ---- | ------------------------------------------------------- | --- | --- | --- | --- | --- | --- | --- | ------------------------------------------------------------------------------------ |
| 1981 | Ceremony Still                                          | — | — | — | UK34 (5 Wo.)UK | — | Dance61 (5 Wo.)Dance | Erstveröffentlichung: Februar 1981 ursprünglich von Joy Division veröffentlicht                                                      |                                                                                      |
| 1981 | Procession 1981–1982 (EP)                               | — | — | — | UK38 (5 Wo.)UK | — | — | Erstveröffentlichung: 25. September 1981                                                                                             |                                                                                      |
| 1981 | Everything’s Gone Green 1981–1982 (EP)                  | — | — | —[UK: ↑] | UK38 (5 Wo.)UK | — | Dance64 (2 Wo.)Dance | Erstveröffentlichung: September 1981                                                                                                 |                                                                                      |
| 1982 | Temptation 1981–1982 (EP)                               | — | — | — | UK29 (7 Wo.)UK | — | Dance68 (7 Wo.)Dance | Erstveröffentlichung: April 1982 |                                                                                      |
| 1983 | Blue Monday Power, Corruption & Lies (CD-Edition)       | DE2 (22 Wo.)DE | AT4 (12 Wo.)AT | CH10 (5 Wo.)CH | UK9 ×2Doppelplatin · (74 Wo.)UK | — | Dance5 (20 Wo.)Dance | Erstveröffentlichung: 7. März 1983                                                                                                   |                                                                                      |
| 1983 | Confusion Substance                                     | — | — | — | UK12 (7 Wo.)UK | — | Dance5 (14 Wo.)Dance | Erstveröffentlichung: 22. August 1983 Autoren: Arthur Baker, New Order Mix: Arthur Baker, Jellybean                                  |                                                                                      |
| 1984 | Thieves Like Us Substance                               | — | — | — | UK18 (5 Wo.)UK | — | — | Erstveröffentlichung: April 1984 Autoren: Arthur Baker, New Order                                                                    |                                                                                      |
| 1984 | Murder –                                                | — | — | — | UK92 (3 Wo.)UK | — | — | Erstveröffentlichung: Mai 1984 mit Dialog-Samples aus den Filmen 2001: Odyssee im Weltraum und Caligula                              |                                                                                      |
| 1985 | The Perfect Kiss Low–Life                               | — | — | — | UK46 (4 Wo.)UK | — | Dance5 (12 Wo.)Dance | Erstveröffentlichung: 13. Mai 1985 erste New-Order-Single, die zeitgleich auf einem Studioalbum enthalten war                        |                                                                                      |
| 1985 | Sub-Culture Low–Life                                    | — | — | — | UK63 (4 Wo.)UK | — | Dance35 (6 Wo.)Dance | Erstveröffentlichung: 28. Oktober 1985 Remix: John Robie                                                                             |                                                                                      |
| 1986 | Shell-Shock Substance                                   | — | — | — | UK28 (5 Wo.)UK | — | Dance14 (11 Wo.)Dance | Erstveröffentlichung: März 1986 vom Soundtrack Pretty in Pink Autoren: John Robie, New Order                                         |                                                                                      |
| 1986 | State of the Nation Substance                           | — | — | — | UK30 (3 Wo.)UK | — | Dance4 (13 Wo.)Dance | Erstveröffentlichung: August 1986 |                                                                                      |
| 1986 | Bizarre Love Triangle Brotherhood                       | — | — | — | UK56 (2 Wo.)UK | US98 (2 Wo.)US[Dance: ↑] | Dance4 (13 Wo.)Dance | Erstveröffentlichung: November 1986 Charteintritt in den Billboard Hot 100 erst im Juli 1995                                         |                                                                                      |
| 1987 | True Faith Substance                                    | DE8 (15 Wo.)DE | — | CH13 (7 Wo.)CH | UK4 Gold · (11 Wo.)UK | US32 (18 Wo.)US | Dance3 (11 Wo.)Dance | Erstveröffentlichung: Juli 1987 Autoren: New Order, Stephen Hague                                                                    |                                                                                      |
| 1987 | Touched by the Hand of God –                            | DE37 (8 Wo.)DE | — | — | UK20 (9 Wo.)UK | — | Dance1 (12 Wo.)Dance | Erstveröffentlichung: Dezember 1987 Autoren: New Order, Mix: Arthur Baker aus dem Film Salvation!                                    |                                                                                      |
| 1988 | Blue Monday 1988 Substance                              | DE3 (16 Wo.)DE | — | CH9 (10 Wo.)CH | UK3 (11 Wo.)UK | US68 (10 Wo.)US[Dance: ↑] | Dance1 (12 Wo.)Dance | Erstveröffentlichung: April 1988 Remix: John „Tokes“ Potoker                                                                         |                                                                                      |
| 1988 | Fine Time Technique                                     | — | — | — | UK11 (8 Wo.)UK | — | Dance2 (12 Wo.)Dance | Erstveröffentlichung: 28. November 1988                                                                                              |                                                                                      |
| 1989 | Round and Round Technique                               | — | — | — | UK21 (7 Wo.)UK | US64 (9 Wo.)US | Dance1 (11 Wo.)Dance | Erstveröffentlichung: 27. Februar 1989                                                                                               |                                                                                      |
| 1989 | Run 2 Technique                                         | — | — | — | UK49 (2 Wo.)UK | — | — | Erstveröffentlichung: August 1989 |                                                                                      |
| 1990 | World in Motion –                                       | DE21 (10 Wo.)DE | — | CH27 (2 Wo.)CH | UK1 Gold · (26 Wo.)UK | — | Dance10 (9 Wo.)Dance | Erstveröffentlichung: 21. Mai 1990 Lied der UK-Kampagne zum FIFA World Cup 1990 als Englandneworder; Autoren: Keith Allen, New Order |                                                                                      |
| 1993 | Regret Republic                                         | DE39 (11 Wo.)DE | — | — | UK4 Silber · (7 Wo.)UK | US28 (19 Wo.)US | Dance1 (11 Wo.)Dance | Erstveröffentlichung: 5. April 1993                                                                                                  |                                                                                      |
| 1993 | Ruined in a Day Republic                                | — | — | — | UK22 (4 Wo.)UK | — | — | Erstveröffentlichung: Juni 1993 |                                                                                      |
| 1993 | World (The Price of Love) Republic                      | DE77 (7 Wo.)DE | — | — | UK13 (5 Wo.)UK | US92 (4 Wo.)US | Dance1 (11 Wo.)Dance | Erstveröffentlichung: August 1993 |                                                                                      |
| 1993 | Spooky Republic                                         | — | — | — | UK22 (4 Wo.)UK | — | Dance6 (12 Wo.)Dance | Erstveröffentlichung: 13. Dezember 1993                                                                                              |                                                                                      |
| 1994 | True Faith ’94 (The Best Of) New Order                  | — | — | — | UK9 (15 Wo.)UK | — | — | Erstveröffentlichung: Dezember 1994                                                                                                  |                                                                                      |
| 1995 | Nineteen63 / 1963 –                                     | — | — | — | UK21 (4 Wo.)UK | — | — | Erstveröffentlichung: 9. Januar 1995 Autoren: New Order, Stephen Hague; Remix: Arthur Baker                                          |                                                                                      |
| 1995 | Blue Monday ’95 –                                       | DE54 (5 Wo.)DE | — | — | UK17 (4 Wo.)UK | — | — | Erstveröffentlichung: 26. Juli 1995 Remixe: Hardfloor, Jam & Spoon                                                                   |                                                                                      |
| 1997 | Video 5–8–6 –                                           | — | — | — | UK81 (1 Wo.)UK | — | — | Erstveröffentlichung: Juli 1997 Urversion von Blue Monday aus dem Jahr 1981 zur Eröffnung des Clubs Haçienda geschrieben             |                                                                                      |
| 2001 | Crystal Get Ready                                       | DE39 (6 Wo.)DE | — | CH83 (1 Wo.)CH | UK8 (8 Wo.)UK | — | Dance1 (14 Wo.)Dance | Erstveröffentlichung: 13. August 2001                                                                                                |                                                                                      |
| 2001 | 60 Miles an Hour Get Ready                              | — | — | — | UK29 (2 Wo.)UK | — | — | Erstveröffentlichung: 19. November 2001                                                                                              |                                                                                      |
| 2002 | Someone Like You Get Ready                              | — | — | — | — | — | Dance34 (8 Wo.)Dance | Erstveröffentlichung: 17. Dezember 2001                                                                                              |                                                                                      |
| 2002 | Here to Stay –                                          | DE77 (3 Wo.)DE | — | — | UK15 (3 Wo.)UK | — | — | Erstveröffentlichung: 29. April 2002 vom Soundtrack des Films 24 Hour Party People                                                   |                                                                                      |
| 2002 | Confusion –                                             | — | — | — | UK64 (2 Wo.)UK | — | — | Erstveröffentlichung: November 2002 Arthur Baker vs. New Order                                                                       |                                                                                      |
| 2005 | Krafty Waiting for the Sirens’ Call                     | DE65 (3 Wo.)DE | — | — | UK8 (5 Wo.)UK | — | Dance3 (8 Wo.)Dance | Erstveröffentlichung: 7. März 2005                                                                                                   |                                                                                      |
| 2005 | Krafty (DJ Dan / E. Kupper / Morel Mixes) –             | — | — | — | — | — | Dance2 (15 Wo.)Dance | Erstveröffentlichung: Juni 2005 |                                                                                      |
| 2005 | Jetstream Waiting for the Sirens’ Call                  | DE86 (1 Wo.)DE | — | — | UK20 (4 Wo.)UK | — | Dance3 (14 Wo.)Dance | Erstveröffentlichung: 16. Mai 2005 feat. Ana Matronic                                                                                |                                                                                      |
| 2005 | Waiting for the Sirens’ Call                            | — | — | — | UK21 (4 Wo.)UK | — | — | Erstveröffentlichung: 3. Oktober 2005                                                                                                |                                                                                      |
| 2005 | Guilt Is a Useless Emotion Waiting for the Sirens’ Call | — | — | — | — | — | Dance3 (15 Wo.)Dance | Erstveröffentlichung: 3. November 2005                                                                                               |                                                                                      |

Weitere Singles
- 1981: Dreams Never End / Truth
- 1981: ICB / The Him
- 1982: We Will Rock You
- 1982: Merry Xmas from the Haçienda and Factory Records
- 1986: Way of Life
- 1995: Let’s Go (Nothing for Me)
- 2002: Can’t Get Blue Monday Out of My Head (New Order vs. Kylie Minogue; Mashup aus Blue Monday und Can’t Get You Out of My Head)
- 2002: Run Wild
- 2005: Blue Monday (JamX + De Leon vs. New Order)
- 2011: Hellbent
- 2015: Restless
- 2015: Plastic
- 2015: Tutti frutti
- 2016: Singularity
- 2016: People on the High Line

## Videoalben
| Jahr | Titel                                 | Höchstplatzierung, Gesamtwochen, AuszeichnungChartplatzierungen (Jahr, Titel, Platzierungen, Wochen, Auszeichnungen, Anmerkungen) | Höchstplatzierung, Gesamtwochen, AuszeichnungChartplatzierungen (Jahr, Titel, Platzierungen, Wochen, Auszeichnungen, Anmerkungen) | Höchstplatzierung, Gesamtwochen, AuszeichnungChartplatzierungen (Jahr, Titel, Platzierungen, Wochen, Auszeichnungen, Anmerkungen) | Höchstplatzierung, Gesamtwochen, AuszeichnungChartplatzierungen (Jahr, Titel, Platzierungen, Wochen, Auszeichnungen, Anmerkungen) | Höchstplatzierung, Gesamtwochen, AuszeichnungChartplatzierungen (Jahr, Titel, Platzierungen, Wochen, Auszeichnungen, Anmerkungen) | Anmerkungen                |
| Jahr | Titel                                 | DE | AT | CH | UK | US | Anmerkungen                |
| ---- | ------------------------------------- | --- | --- | --- | --- | --- | -------------------------- |
| 1993 | NewOrder Story                        | — | — | — | UK30 (9 Wo.)UK | — | Erstveröffentlichung: 1993 |
| 2001 | 3 16                                  | — | — | — | UK7 (4 Wo.)UK | — | Erstveröffentlichung: 2001 |
| 2002 | 5 11                                  | — | — | — | UK30 (3 Wo.)UK | — | Erstveröffentlichung: 2002 |
| 2005 | A Collection                          | — | — | — | UK10 (2 Wo.)UK | — | Erstveröffentlichung: 2005 |
| 2005 | Item (A Collection & New Order Story) | — | — | — | UK18 (1 Wo.)UK | — | Erstveröffentlichung: 2005 |
| 2008 | Live in Glasgow                       | — | — | — | UK7 (2 Wo.)UK | — | Erstveröffentlichung: 2008 |

Weitere Videoalben
- 1983: Taras Shevchenko
- 1985: Pumped Full of Drugs
- 1989: Academy
- 1989: Substance 1989 (US: Gold)
- 2014: Inmusic Festival

## Sonderveröffentlichungen
Soundtrackbeiträge
- 1986: Pretty in Pink (Shell-Shock)
- 2002: 24 Hour Party People
- 2003: The Peter Saville Show Soundtrack (1 Track, aufgenommen für die Peter-Saville-Ausstellung in UK)
- 2007: Control – Music from the Motion Picture (inkl. 3 New-Order-Tracks: Exit, Hypnosis, Get Out)

## Statistik

### Chartauswertung
|                     | DE    | AT    | CH    | UK     | US    |
| ------------------- | ----- | ----- | ----- | ------ | ----- |
| Nummer-eins-Alben   | DE—DE | AT—AT | CH—CH | UK2UK  | US—US |
| Top-10-Alben        | DE1DE | AT—AT | CH1CH | UK5UK  | US—US |
| Alben in den Charts | DE9DE | AT4AT | CH3CH | UK18UK | US8US |

|                       | DE     | AT    | CH    | UK     | US    | Dance        |
| --------------------- | ------ | ----- | ----- | ------ | ----- | ------------ |
| Nummer-eins-Singles   | DE—DE  | AT—AT | CH—CH | UK1UK  | US—US | Dance5Dance  |
| Top-10-Singles        | DE3DE  | AT1AT | CH2CH | UK8UK  | US—US | Dance17Dance |
| Singles in den Charts | DE12DE | AT1AT | CH5CH | UK37UK | US6US | Dance23Dance |

|                          | DE    | AT    | CH    | UK    | US    |
| ------------------------ | ----- | ----- | ----- | ----- | ----- |
| Nummer-eins-Videoalben   | DE—DE | AT—AT | CH—CH | UK—UK | US—US |
| Top-10-Videoalben        | DE—DE | AT—AT | CH—CH | UK3UK | US—US |
| Videoalben in den Charts | DE—DE | AT—AT | CH—CH | UK6UK | US—US |

### Auszeichnungen für Musikverkäufe
| Silberne Schallplatte - Frankreich - 2001: für das Album Get Ready - Vereinigtes Königreich - 2024: für das Lied Age of Consent Goldene Schallplatte - Australien - 2002: für das Album Get Ready - Brasilien - 1994: für das Album Substance - 1994: für das Album Technique - Dänemark - 2024: für die Single Blue Monday - Italien - 2024: für die Single Blue Monday - Kanada - 1989: für das Album Low Life - 1989: für die Single Blue Monday - 1989: für das Album Technique - 1994: für das Album Republic - 1995: für das Album The Best of New Order - Neuseeland - 1988: für die Single Blue Monday 1988 - 1995: für das Album (The Best Of) New Order - Spanien - 2024: für die Single Blue Monday | Platin-Schallplatte - Kanada - 1988: für das Album Substance 2× Platin-Schallplatte - Neuseeland - 1985: für die Single Blue Monday |

Anmerkung: Auszeichnungen in Ländern aus den Charttabellen bzw. Chartboxen sind in ebendiesen zu finden.
| Land/RegionAuszeichnungen für Musikverkäufe (Land/Region, Auszeichnungen, Verkäufe, Quellen) | Silber     | Gold       | Platin     | Verkäufe  | Quellen             |
| -------------------------------------------------------------------------------------------- | ---------- | ---------- | ---------- | --------- | ------------------- |
| Australien (ARIA)                                                                            | —          | Gold1      | —          | 35.000    | aria.com.au         |
| Brasilien (PMB)                                                                              | —          | 2× Gold2   | —          | 200.000   | pro-musicabr.org.br |
| Dänemark (IFPI)                                                                              | —          | Gold1      | —          | 45.000    | ifpi.dk             |
| Frankreich (SNEP)                                                                            | Silber1    | —          | —          | 50.000    | infodisc.fr         |
| Italien (FIMI)                                                                               | —          | Gold1      | —          | 50.000    | fimi.it             |
| Kanada (MC)                                                                                  | —          | 5× Gold5   | Platin1    | 350.000   | musiccanada.com     |
| Neuseeland (RMNZ)                                                                            | —          | 2× Gold2   | 2× Platin2 | 57.500    | Einzelnachweise     |
| Spanien (Promusicae)                                                                         | —          | Gold1      | —          | 30.000    | elportaldemusica.es |
| Vereinigte Staaten (RIAA)                                                                    | —          | 3× Gold3   | Platin1    | 2.050.000 | riaa.com            |
| Vereinigtes Königreich (BPI)                                                                 | 7× Silber7 | 7× Gold7   | 4× Platin4 | 3.800.000 | bpi.co.uk           |
| Insgesamt                                                                                    | 8× Silber8 | 23× Gold23 | 8× Platin8 |           |                     |